# LRT Lituanica
 LRT Lituanica, do 28 lipca 2012 LTV World – kanał litewskiej telewizji publicznej nadawany przez LRT od września 2007 roku. Jest poświęcony głównie Litwinom mieszkającym poza Litwą. 
Od 7 kwietnia 2008 roku LRT Lituanica (dawniej LTV World) jest nadawany całą dobę. LRT Lituanica dostępny jest poprzez satelitę Sirius 4 w całej Europie, a także w Gruzji, Armenii, Azerbejdżanie i Turcji oraz poprzez satelitę Galaxy 19 w Stanach Zjednoczonych i Kanadzie. Od 3 sierpnia 2020 roku kanał nadaje w naziemnej telewizji cyfrowej z nadajnika RTCN Krzemianucha w Suwałkach na kanale 23 o mocy 100 W.
Od 2013 roku na kanale są transmitowane wybrane mecze A lygy.